# Matematické symboly a značky
Matematický symbol je libovolný znak, používaný v matematice. Může to být znaménko pro označení operace s množinami, jejich prvky, čísly či jinými objekty, znak pro množinu, prostor, proměnnou a mnoho dalších matematických objektů.
Termín matematický symbol vznikl překladem z angličtiny a přestože je často používaný, dle jazykových doporučení ÚNMZ  a české technické normy ČSN ISO 80000-2 je správné označení matematická značka.

## Základní matematické značky
V matematice existují zažité konvence, které značky se užívají pro konkrétní účel. Zde je přehled některých z nich včetně jejich typického užití:
| Značka Unicode\TeX                                       | Název                                                         | Vysvětlení | Příklady |
| Značka Unicode\TeX                                       | Čte se                                                        | Vysvětlení | Příklady |
| Značka Unicode\TeX                                       | Oblast použití                                                | Vysvětlení | Příklady |
| -------------------------------------------------------- | ------------------------------------------------------------- | --- | --- |
| =003D =                                                  | rovnost                                                       | x = y znamená, že x a y reprezentují stejnou hodnotu či objekt. | Jestliže x = y a y = 1, pak x = 1 (tranzitivita) |
| =003D =                                                  | rovná se                                                      | x = y znamená, že x a y reprezentují stejnou hodnotu či objekt. | Jestliže x = y a y = 1, pak x = 1 (tranzitivita) |
| =003D =                                                  | všude v matematice                                            | x = y znamená, že x a y reprezentují stejnou hodnotu či objekt. | Jestliže x = y a y = 1, pak x = 1 (tranzitivita) |
| ≠ 2260 \neq                                              | nerovnost                                                     | x ≠ y znamená, že x a y nereprezentují stejnou hodnotu či objekt. | 1 ≠ 2 |
| ≠ 2260 \neq                                              | nerovná se                                                    | x ≠ y znamená, že x a y nereprezentují stejnou hodnotu či objekt. | 1 ≠ 2 |
| ≠ 2260 \neq                                              | všude v matematice                                            | x ≠ y znamená, že x a y nereprezentují stejnou hodnotu či objekt. | 1 ≠ 2 |
| <003C>003E≪226A≫226B                                     | ostrá nerovnost                                               | x < y znamená, že x je menší než y. x > y znamená, že x je větší než y. x ≪ y znamená, že x je mnohem menší než y. x ≫ y znamená, že x je mnohem větší než y. | 3 < 4 5 > 4 0,003 ≪ 1 000 000 |
| <003C>003E≪226A≫226B                                     | je menší; je větší; je mnohem menší; je mnohem větší          | x < y znamená, že x je menší než y. x > y znamená, že x je větší než y. x ≪ y znamená, že x je mnohem menší než y. x ≫ y znamená, že x je mnohem větší než y. | 3 < 4 5 > 4 0,003 ≪ 1 000 000 |
| <003C>003E≪226A≫226B                                     | všude v matematice                                            | x < y znamená, že x je menší než y. x > y znamená, že x je větší než y. x ≪ y znamená, že x je mnohem menší než y. x ≫ y znamená, že x je mnohem větší než y. | 3 < 4 5 > 4 0,003 ≪ 1 000 000 |
| ≤2264≥2265                                               | neostrá nerovnost                                             | x ≤ y znamená, že x je menší nebo rovno y. x ≥ y znamená, že x je větší nebo rovno y. | 3 ≤ 4; 5 ≤ 5 ≥ 4; 5 ≥ 5; pro všechna reálná α platí −1 ≤ sin α ≤ 1 |
| ≤2264≥2265                                               | menší nebo roven; větší nebo roven                            | x ≤ y znamená, že x je menší nebo rovno y. x ≥ y znamená, že x je větší nebo rovno y. | 3 ≤ 4; 5 ≤ 5 ≥ 4; 5 ≥ 5; pro všechna reálná α platí −1 ≤ sin α ≤ 1 |
| ≤2264≥2265                                               | všude v matematice                                            | x ≤ y znamená, že x je menší nebo rovno y. x ≥ y znamená, že x je větší nebo rovno y. | 3 ≤ 4; 5 ≤ 5 ≥ 4; 5 ≥ 5; pro všechna reálná α platí −1 ≤ sin α ≤ 1 |
| ~223C∝221D                                               | úměrnost                                                      | y ~ x, resp. y ∝ x znamená, že existuje taková konstanta k,že y = kx. | jestliže y = 2x, tak y ~ x |
| ~223C∝221D                                               | je úměrná                                                     | y ~ x, resp. y ∝ x znamená, že existuje taková konstanta k,že y = kx. | jestliže y = 2x, tak y ~ x |
| ~223C∝221D                                               | všude v matematice                                            | y ~ x, resp. y ∝ x znamená, že existuje taková konstanta k,že y = kx. | jestliže y = 2x, tak y ~ x |
| +002B                                                    | sčítání                                                       | 4 + 6 značí součet 4 a 6. | 2 + 7 = 9 |
| +002B                                                    | plus                                                          | 4 + 6 značí součet 4 a 6. | 2 + 7 = 9 |
| +002B                                                    | aritmetika, ale i jinde                                       | 4 + 6 značí součet 4 a 6. | 2 + 7 = 9 |
| −2212                                                    | odčítání                                                      | 36 − 5 značí rozdíl 36 a 5. | 36 − 5 = 31 |
| −2212                                                    | minus, bez                                                    | 36 − 5 značí rozdíl 36 a 5. | 36 − 5 = 31 |
| −2212                                                    | aritmetika, ale i jinde                                       | 36 − 5 značí rozdíl 36 a 5. | 36 − 5 = 31 |
| −2212                                                    | opačné číslo                                                  | −3 značí číslo opačné k číslu 3. | −(−3) = 3 36 + (−5) = 36 − 5 = 31 |
| −2212                                                    | negative; minus                                               | −3 značí číslo opačné k číslu 3. | −(−3) = 3 36 + (−5) = 36 − 5 = 31 |
| −2212                                                    | aritmetika, ale i jinde                                       | −3 značí číslo opačné k číslu 3. | −(−3) = 3 36 + (−5) = 36 − 5 = 31 |
| −2212                                                    | rozdíl množin                                                 | A − B značí množinu, která obsahuje všechny prvky množiny A, které nejsou prvky množiny B. | {a,b,c} − {a,c,d} = {b} |
| −2212                                                    | bez; minus                                                    | A − B značí množinu, která obsahuje všechny prvky množiny A, které nejsou prvky množiny B. | {a,b,c} − {a,c,d} = {b} |
| −2212                                                    | teorie množin                                                 | A − B značí množinu, která obsahuje všechny prvky množiny A, které nejsou prvky množiny B. | {a,b,c} − {a,c,d} = {b} |
| ×00D7                                                    | násobení                                                      | 3 × 4 značí součin 3 a 4. | 7 × 8 = 56 |
| ×00D7                                                    | krát                                                          | 3 × 4 značí součin 3 a 4. | 7 × 8 = 56 |
| ×00D7                                                    | aritmetika                                                    | 3 × 4 značí součin 3 a 4. | 7 × 8 = 56 |
| ×00D7                                                    | kartézský součin                                              | X×Y značí množinu uspořádaných dvojic (x, y) takových, že x je prvkem X a y je prvkem Y. | {1;2} × {3;4} = {(1;3);(1;4);(2;3);(2;4)} |
| ×00D7                                                    | kartézský součin ... a ...                                    | X×Y značí množinu uspořádaných dvojic (x, y) takových, že x je prvkem X a y je prvkem Y. | {1;2} × {3;4} = {(1;3);(1;4);(2;3);(2;4)} |
| ×00D7                                                    | teorie množin                                                 | X×Y značí množinu uspořádaných dvojic (x, y) takových, že x je prvkem X a y je prvkem Y. | {1;2} × {3;4} = {(1;3);(1;4);(2;3);(2;4)} |
| ×00D7                                                    | vektorový součin                                              | u × v značí vektorový součin vektorů u a v | (1; 2; 5) × (3; 4; −1) = (−22; 16; − 2) |
| ×00D7                                                    | cross                                                         | u × v značí vektorový součin vektorů u a v | (1; 2; 5) × (3; 4; −1) = (−22; 16; − 2) |
| ×00D7                                                    | lineární algebra                                              | u × v značí vektorový součin vektorů u a v | (1; 2; 5) × (3; 4; −1) = (−22; 16; − 2) |
| ·22C5                                                    | násobení                                                      | 3 · 4 značí součin 3 a 4. | 7 · 8 = 56 |
| ·22C5                                                    | krát                                                          | 3 · 4 značí součin 3 a 4. | 7 · 8 = 56 |
| ·22C5                                                    | aritmetika                                                    | 3 · 4 značí součin 3 a 4. | 7 · 8 = 56 |
| ·22C5                                                    | skalární součin                                               | u · v značí skalární součin vektorů u a v | (1; 2; 5) · (3; 4; −1) = 6 |
| ·22C5                                                    | krát                                                          | u · v značí skalární součin vektorů u a v | (1; 2; 5) · (3; 4; −1) = 6 |
| ·22C5                                                    | lineární algebra                                              | u · v značí skalární součin vektorů u a v | (1; 2; 5) · (3; 4; −1) = 6 |
| ÷00F7 ⁄ 002F∶2236                                        | dělení                                                        | 6 ÷ 3, 6 ⁄ 3 nebo 6 ∶ 3 znamená podíl 6 ku 3. Užívá se též zlomková čára. Znak ÷ se nedoporučuje užívat, pro poměr nebo dělení je preferován znak 2236 (∶) oproti znaku 003A (:). | 2 ÷ 4 = 0,5; nedoporučuje se užívat 12 ⁄ 4 = 3 20 ∶ 5 = 4 {\displaystyle {\frac {16}{8}}=2} |
| ÷00F7 ⁄ 002F∶2236                                        | děleno; ku                                                    | 6 ÷ 3, 6 ⁄ 3 nebo 6 ∶ 3 znamená podíl 6 ku 3. Užívá se též zlomková čára. Znak ÷ se nedoporučuje užívat, pro poměr nebo dělení je preferován znak 2236 (∶) oproti znaku 003A (:). | 2 ÷ 4 = 0,5; nedoporučuje se užívat 12 ⁄ 4 = 3 20 ∶ 5 = 4 {\displaystyle {\frac {16}{8}}=2} |
| ÷00F7 ⁄ 002F∶2236                                        | aritmetika                                                    | 6 ÷ 3, 6 ⁄ 3 nebo 6 ∶ 3 znamená podíl 6 ku 3. Užívá se též zlomková čára. Znak ÷ se nedoporučuje užívat, pro poměr nebo dělení je preferován znak 2236 (∶) oproti znaku 003A (:). | 2 ÷ 4 = 0,5; nedoporučuje se užívat 12 ⁄ 4 = 3 20 ∶ 5 = 4 {\displaystyle {\frac {16}{8}}=2} |
| ±00B1                                                    | plus-minus                                                    | Výraz s ± představuje dvě hodnoty. 6 ± 3 značí jak 6 + 3, tak 6 − 3. | Rovnice x = 5 ± √4 má dvě řešení: x = 7 a x = 3. |
| ±00B1                                                    | plus-minus                                                    | Výraz s ± představuje dvě hodnoty. 6 ± 3 značí jak 6 + 3, tak 6 − 3. | Rovnice x = 5 ± √4 má dvě řešení: x = 7 a x = 3. |
| ±00B1                                                    | aritmetika, algebra                                           | Výraz s ± představuje dvě hodnoty. 6 ± 3 značí jak 6 + 3, tak 6 − 3. | Rovnice x = 5 ± √4 má dvě řešení: x = 7 a x = 3. |
| ±00B1                                                    | dříve: nejistota hodnoty                                      | dříve 10 ± 2 značilo číslo z intervalu od 10 − 2 do 10 + 2; nyní totéž píšeme 10(2). | Je-li v ≥ 99,998 m/s a v ≤ 100,008 m/s, pak dříve se psalo v = 100,003 m/s ± 0,005 m/s, nyní píšeme v = 100,003(5) m/s. |
| ±00B1                                                    | plus-minus                                                    | dříve 10 ± 2 značilo číslo z intervalu od 10 − 2 do 10 + 2; nyní totéž píšeme 10(2). | Je-li v ≥ 99,998 m/s a v ≤ 100,008 m/s, pak dříve se psalo v = 100,003 m/s ± 0,005 m/s, nyní píšeme v = 100,003(5) m/s. |
| ±00B1                                                    | aproximace; numerické metody                                  | dříve 10 ± 2 značilo číslo z intervalu od 10 − 2 do 10 + 2; nyní totéž píšeme 10(2). | Je-li v ≥ 99,998 m/s a v ≤ 100,008 m/s, pak dříve se psalo v = 100,003 m/s ± 0,005 m/s, nyní píšeme v = 100,003(5) m/s. |
| √221A                                                    | odmocnina                                                     | {\displaystyle {\sqrt[{n}]{x}}} značí číslo y, pro které {\displaystyle y^{n}} je {\displaystyle x}. | {\displaystyle {\sqrt {4}}=2} |
| √221A                                                    | n-tá odmocnina                                                | {\displaystyle {\sqrt[{n}]{x}}} značí číslo y, pro které {\displaystyle y^{n}} je {\displaystyle x}. | {\displaystyle {\sqrt {4}}=2} |
| √221A                                                    | algebra                                                       | {\displaystyle {\sqrt[{n}]{x}}} značí číslo y, pro které {\displaystyle y^{n}} je {\displaystyle x}. | {\displaystyle {\sqrt {4}}=2} |
| \|…\|007C...007C                                         | absolutní hodnota                                             | \| x \| značí vzdálenost (na reálné ose, v komplexní rovině) mezi x a počátkem souřadnic. | \| 3 \| = 3 \| –5 \| = \| 5 \| \| i \| = 1 \| 3 + 4 i \| = 5 |
| \|…\|007C...007C                                         | absolutní hodnota                                             | \| x \| značí vzdálenost (na reálné ose, v komplexní rovině) mezi x a počátkem souřadnic. | \| 3 \| = 3 \| –5 \| = \| 5 \| \| i \| = 1 \| 3 + 4 i \| = 5 |
| \|…\|007C...007C                                         | teorie čísel; matematická analýza; lineární algebra           | \| x \| značí vzdálenost (na reálné ose, v komplexní rovině) mezi x a počátkem souřadnic. | \| 3 \| = 3 \| –5 \| = \| 5 \| \| i \| = 1 \| 3 + 4 i \| = 5 |
| \|…\|007C...007C                                         | norma vektoru                                                 | \|x\| značí normu x. | Pro x = (1; 1) je \|x\| = {\displaystyle {\sqrt {2}}} |
| \|…\|007C...007C                                         | norma                                                         | \|x\| značí normu x. | Pro x = (1; 1) je \|x\| = {\displaystyle {\sqrt {2}}} |
| \|…\|007C...007C                                         | geometrie; lineární algebra; matematická analýza              | \|x\| značí normu x. | Pro x = (1; 1) je \|x\| = {\displaystyle {\sqrt {2}}} |
| \|…\|007C...007C                                         | determinant                                                   | \|A\| značí determinant matice A | {\displaystyle {\begin{vmatrix}1&2\\2&4\\\end{vmatrix}}=0} |
| \|…\|007C...007C                                         | determinant matice                                            | \|A\| značí determinant matice A | {\displaystyle {\begin{vmatrix}1&2\\2&4\\\end{vmatrix}}=0} |
| \|…\|007C...007C                                         | lineární algebra                                              | \|A\| značí determinant matice A | {\displaystyle {\begin{vmatrix}1&2\\2&4\\\end{vmatrix}}=0} |
| \|…\|007C...007C                                         | mohutnost                                                     | \|X\| značí počet prvků množiny X | \|{3; 5; 7; 9}\| = 4 \|{x, y, z}\| = 3 |
| \|…\|007C...007C                                         | kardinalita množiny; mohutnost množiny                        | \|X\| značí počet prvků množiny X | \|{3; 5; 7; 9}\| = 4 \|{x, y, z}\| = 3 |
| \|…\|007C...007C                                         | teorie množin                                                 | \|X\| značí počet prvků množiny X | \|{3; 5; 7; 9}\| = 4 \|{x, y, z}\| = 3 |
| \|2223                                                   | dělitelnost                                                   | a\|b znamená, že a dělí b, tedy: existuje celé číslo c takové, že c = b/a. | Protože 15 = 3×5, tak platí 3\|15 a 5\|15. |
| \|2223                                                   | dělí                                                          | a\|b znamená, že a dělí b, tedy: existuje celé číslo c takové, že c = b/a. | Protože 15 = 3×5, tak platí 3\|15 a 5\|15. |
| \|2223                                                   | teorie čísel                                                  | a\|b znamená, že a dělí b, tedy: existuje celé číslo c takové, že c = b/a. | Protože 15 = 3×5, tak platí 3\|15 a 5\|15. |
| \|2223                                                   | podmíněná pravděpodobnost                                     | P(A\|B) značí pravděpodobnost jevu A za předpokladu, že nastane jev B. Značíme-li P(X) pravděpodobnost jevu X a P(XY) pravděpodobnost současného výskytu jevů X i Y, pak P(A,B) = P(B) P(A\|B) = P(A) P(A\|B). | Jsou-li A, B nezávislé, je P(A\|B) = P(A). Jestliže z B plyne A, pak P(A\|B) = 1. |
| \|2223                                                   | za podmínky                                                   | P(A\|B) značí pravděpodobnost jevu A za předpokladu, že nastane jev B. Značíme-li P(X) pravděpodobnost jevu X a P(XY) pravděpodobnost současného výskytu jevů X i Y, pak P(A,B) = P(B) P(A\|B) = P(A) P(A\|B). | Jsou-li A, B nezávislé, je P(A\|B) = P(A). Jestliže z B plyne A, pak P(A\|B) = 1. |
| \|2223                                                   | pravděpodobnost                                               | P(A\|B) značí pravděpodobnost jevu A za předpokladu, že nastane jev B. Značíme-li P(X) pravděpodobnost jevu X a P(XY) pravděpodobnost současného výskytu jevů X i Y, pak P(A,B) = P(B) P(A\|B) = P(A) P(A\|B). | Jsou-li A, B nezávislé, je P(A\|B) = P(A). Jestliže z B plyne A, pak P(A\|B) = 1. |
| !0021                                                    | faktoriál                                                     | n! značí součin 1 × 2 × ... × n. Definitoricky platí 0! = 1. | 4! = 1 × 2 × 3 × 4 = 24 |
| !0021                                                    | faktoriál                                                     | n! značí součin 1 × 2 × ... × n. Definitoricky platí 0! = 1. | 4! = 1 × 2 × 3 × 4 = 24 |
| !0021                                                    | kombinatorika                                                 | n! značí součin 1 × 2 × ... × n. Definitoricky platí 0! = 1. | 4! = 1 × 2 × 3 × 4 = 24 |
| Thor.ind. 0054                                           | transpozice matice                                            | Záměna sloupců matice za řádky a naopak. | {\displaystyle A_{ij}=(A^{T})_{ji}} |
| Thor.ind. 0054                                           | transponováno                                                 | Záměna sloupců matice za řádky a naopak. | {\displaystyle A_{ij}=(A^{T})_{ji}} |
| Thor.ind. 0054                                           | lineární algebra                                              | Záměna sloupců matice za řádky a naopak. | {\displaystyle A_{ij}=(A^{T})_{ji}} |
| ~223C                                                    | řádková ekvivalence                                           | A~B znamená, že B může být vytvořena z A konečným počtem elementárních řádkových operací. | {\displaystyle {\begin{bmatrix}1&2\\2&4\\\end{bmatrix}}\sim {\begin{bmatrix}1&2\\0&0\\\end{bmatrix}}} |
| ~223C                                                    | je řádkově ekvivalentní s                                     | A~B znamená, že B může být vytvořena z A konečným počtem elementárních řádkových operací. | {\displaystyle {\begin{bmatrix}1&2\\2&4\\\end{bmatrix}}\sim {\begin{bmatrix}1&2\\0&0\\\end{bmatrix}}} |
| ~223C                                                    | lineární algebra                                              | A~B znamená, že B může být vytvořena z A konečným počtem elementárních řádkových operací. | {\displaystyle {\begin{bmatrix}1&2\\2&4\\\end{bmatrix}}\sim {\begin{bmatrix}1&2\\0&0\\\end{bmatrix}}} |
| ≃2243                                                    | asymptotická rovnost                                          | {\displaystyle f\simeq g} značí, že {\displaystyle \lim _{n\to \infty }{\frac {f(n)}{g(n)}}=1}. | {\displaystyle x+1\simeq x} |
| ≃2243                                                    | je asymptoticky ekvivalentní                                  | {\displaystyle f\simeq g} značí, že {\displaystyle \lim _{n\to \infty }{\frac {f(n)}{g(n)}}=1}. | {\displaystyle x+1\simeq x} |
| ≃2243                                                    | algebra; matematická analýza                                  | {\displaystyle f\simeq g} značí, že {\displaystyle \lim _{n\to \infty }{\frac {f(n)}{g(n)}}=1}. | {\displaystyle x+1\simeq x} |
| ≈2248                                                    | aproximace                                                    | x ≈ y značí, že x je přibližně rovno y. | {\displaystyle \pi \approx 3,14} dříve se psalo: {\displaystyle \pi \doteq 3,14} (pomocí znaku ≐) |
| ≈2248                                                    | je přibližně rovno; je aproximováno                           | x ≈ y značí, že x je přibližně rovno y. | {\displaystyle \pi \approx 3,14} dříve se psalo: {\displaystyle \pi \doteq 3,14} (pomocí znaku ≐) |
| ≈2248                                                    | všude v matematice                                            | x ≈ y značí, že x je přibližně rovno y. | {\displaystyle \pi \approx 3,14} dříve se psalo: {\displaystyle \pi \doteq 3,14} (pomocí znaku ≐) |
| ≈2248                                                    | izomorfismus                                                  | G ≈ H značí, že grupa G je izomorfní s grupou H. | ℕ ≈ ℤ |
| ≈2248                                                    | je izomorfická                                                | G ≈ H značí, že grupa G je izomorfní s grupou H. | ℕ ≈ ℤ |
| ≈2248                                                    | algebra; teorie grup                                          | G ≈ H značí, že grupa G je izomorfní s grupou H. | ℕ ≈ ℤ |
| ⇒21D2                                                    | implikace                                                     | A ⇒ B znamená: Platí-li výrok A, tak platí i výrok B. (Jestliže A neplatí, pak se o pravdivosti B nic netvrdí.) | x = 2 ⇒ x2 = 4 je pravdivé, ale x2 = 4 ⇒ x = 2 není pravdivé (neboť x může být −2). |
| ⇒21D2                                                    | implikuje; vyplývá; jestliže                                  | A ⇒ B znamená: Platí-li výrok A, tak platí i výrok B. (Jestliže A neplatí, pak se o pravdivosti B nic netvrdí.) | x = 2 ⇒ x2 = 4 je pravdivé, ale x2 = 4 ⇒ x = 2 není pravdivé (neboť x může být −2). |
| ⇒21D2                                                    | matematická logika, ale i jinde                               | A ⇒ B znamená: Platí-li výrok A, tak platí i výrok B. (Jestliže A neplatí, pak se o pravdivosti B nic netvrdí.) | x = 2 ⇒ x2 = 4 je pravdivé, ale x2 = 4 ⇒ x = 2 není pravdivé (neboť x může být −2). |
| ⇔21D4                                                    | ekvivalence                                                   | A ⇔ B značí: A je pravdivé, jestliže B je pravdivé, a zároveň A je nepravdivé, jestliže B je nepravdivé. Neboli: A je pravdivé právě tehdy, když B je pravdivé. | x + 5 = y +2 ⇔ x + 3 = y |
| ⇔21D4                                                    | právě tehdy, když                                             | A ⇔ B značí: A je pravdivé, jestliže B je pravdivé, a zároveň A je nepravdivé, jestliže B je nepravdivé. Neboli: A je pravdivé právě tehdy, když B je pravdivé. | x + 5 = y +2 ⇔ x + 3 = y |
| ⇔21D4                                                    | matematická logika, ale i jinde                               | A ⇔ B značí: A je pravdivé, jestliže B je pravdivé, a zároveň A je nepravdivé, jestliže B je nepravdivé. Neboli: A je pravdivé právě tehdy, když B je pravdivé. | x + 5 = y +2 ⇔ x + 3 = y |
| ¬00AC                                                    | negace                                                        | Výraz ¬A je pravdivý právě tehdy, když A je nepravdivé. | ¬(¬A) ⇔ A x ≠ y ⇔ ¬(x = y) |
| ¬00AC                                                    | ne; negace                                                    | Výraz ¬A je pravdivý právě tehdy, když A je nepravdivé. | ¬(¬A) ⇔ A x ≠ y ⇔ ¬(x = y) |
| ¬00AC                                                    | matematická logika, ale i jinde                               | Výraz ¬A je pravdivý právě tehdy, když A je nepravdivé. | ¬(¬A) ⇔ A x ≠ y ⇔ ¬(x = y) |
| ∧2227                                                    | konjunkce                                                     | Výraz A ∧ B je pravdivý právě tehdy, když oba A a B jsou pravdivé. | Pro přirozená n platí n < 4 ∧ n > 2 ⇔ n = 3 |
| ∧2227                                                    | a                                                             | Výraz A ∧ B je pravdivý právě tehdy, když oba A a B jsou pravdivé. | Pro přirozená n platí n < 4 ∧ n > 2 ⇔ n = 3 |
| ∧2227                                                    | matematická logika, ale i jinde                               | Výraz A ∧ B je pravdivý právě tehdy, když oba A a B jsou pravdivé. | Pro přirozená n platí n < 4 ∧ n > 2 ⇔ n = 3 |
| ∨2228                                                    | disjunkce                                                     | Výraz A ∨ B je pravdivý právě tehdy, když alespoň jeden z výrazů A, B je pravdivý. (Disjunkce je nepravdivá jen tehdy, když oba A, B jsou nepravdivé.) | Pro přirozená n platí n ≥ 4 ∨ n ≤ 2 ⇔ n ≠ 3 |
| ∨2228                                                    | nebo                                                          | Výraz A ∨ B je pravdivý právě tehdy, když alespoň jeden z výrazů A, B je pravdivý. (Disjunkce je nepravdivá jen tehdy, když oba A, B jsou nepravdivé.) | Pro přirozená n platí n ≥ 4 ∨ n ≤ 2 ⇔ n ≠ 3 |
| ∨2228                                                    | matematická logika, ale i jinde                               | Výraz A ∨ B je pravdivý právě tehdy, když alespoň jeden z výrazů A, B je pravdivý. (Disjunkce je nepravdivá jen tehdy, když oba A, B jsou nepravdivé.) | Pro přirozená n platí n ≥ 4 ∨ n ≤ 2 ⇔ n ≠ 3 |
| ∀2200                                                    | obecný kvantifikátor                                          | ∀ x: P(x) znamená, že P(x) platí pro všechna x. | ∀ n ∈ ℕ: n2 ≥ n. |
| ∀2200                                                    | pro všechna; pro každé                                        | ∀ x: P(x) znamená, že P(x) platí pro všechna x. | ∀ n ∈ ℕ: n2 ≥ n. |
| ∀2200                                                    | predikátová logika, ale i jinde                               | ∀ x: P(x) znamená, že P(x) platí pro všechna x. | ∀ n ∈ ℕ: n2 ≥ n. |
| ∃2203                                                    | existenční kvantifikátor                                      | ∃ x: P(x) znamená, že existuje alespoň jedno x, pro které P(x) je pravdivé. | ∃ n ∈ ℕ: n je liché. |
| ∃2203                                                    | existuje; pro nějaké                                          | ∃ x: P(x) znamená, že existuje alespoň jedno x, pro které P(x) je pravdivé. | ∃ n ∈ ℕ: n je liché. |
| ∃2203                                                    | predikátová logika, ale i jinde                               | ∃ x: P(x) znamená, že existuje alespoň jedno x, pro které P(x) je pravdivé. | ∃ n ∈ ℕ: n je liché. |
| ∃¹2203,00B9∃!2203,0021                                   | kvantifikátor jednoznačné existence                           | ∃! x: P(x) znamená, že existuje právě jedno x, pro které P(x) je pravdivé. | ∃! n ∈ ℕ: n + 5 = 2n. |
| ∃¹2203,00B9∃!2203,0021                                   | existuje právě jedno; pro právě jedno                         | ∃! x: P(x) znamená, že existuje právě jedno x, pro které P(x) je pravdivé. | ∃! n ∈ ℕ: n + 5 = 2n. |
| ∃¹2203,00B9∃!2203,0021                                   | predikátová logika, ale i jinde                               | ∃! x: P(x) znamená, že existuje právě jedno x, pro které P(x) je pravdivé. | ∃! n ∈ ℕ: n + 5 = 2n. |
| ≅2245                                                    | kongruence; shodnost                                          | △ABC ≅ △DEF značí, že trojúhelník ABC je shodný (má stejnou velikost odpovídajících stran) s trojúhelníkem DEF. | |
| ≅2245                                                    | je shodný s                                                   | △ABC ≅ △DEF značí, že trojúhelník ABC je shodný (má stejnou velikost odpovídajících stran) s trojúhelníkem DEF. | |
| ≅2245                                                    | geometrie                                                     | △ABC ≅ △DEF značí, že trojúhelník ABC je shodný (má stejnou velikost odpovídajících stran) s trojúhelníkem DEF. | |
| ≡2261                                                    | kongruence                                                    | a ≡ b (mod n) značí, že a a b mají stejný zbytek po dělení n, tedy že a − b je dělitelné n. Existují i jiné třídy kongruence než zbytkové. | 5 ≡ 11 (mod 3) |
| ≡2261                                                    | ... je kongruentní s ... (modulo ...)                         | a ≡ b (mod n) značí, že a a b mají stejný zbytek po dělení n, tedy že a − b je dělitelné n. Existují i jiné třídy kongruence než zbytkové. | 5 ≡ 11 (mod 3) |
| ≡2261                                                    | modulární aritmetika, ale i jinde                             | a ≡ b (mod n) značí, že a a b mají stejný zbytek po dělení n, tedy že a − b je dělitelné n. Existují i jiné třídy kongruence než zbytkové. | 5 ≡ 11 (mod 3) |
| { , }007B, 007D                                          | množinové závorky                                             | {a, b, c} označuje množinu o prvcích a, b a c. Pro čísla užíváme středník, hrozí-li záměna s desetinnou čárkou. | ℕ = { 1; 2; 3; …} |
| { , }007B, 007D                                          | množina ...                                                   | {a, b, c} označuje množinu o prvcích a, b a c. Pro čísla užíváme středník, hrozí-li záměna s desetinnou čárkou. | ℕ = { 1; 2; 3; …} |
| { , }007B, 007D                                          | teorie množin                                                 | {a, b, c} označuje množinu o prvcích a, b a c. Pro čísla užíváme středník, hrozí-li záměna s desetinnou čárkou. | ℕ = { 1; 2; 3; …} |
| ∅2205{ }007B 007D                                        | prázdná množina                                               | ∅ značí množinu bez prvků. { } značí totéž. | {n ∈ ℕ : 1 < n2 < 4} = ∅ |
| ∅2205{ }007B 007D                                        | prázdná množina                                               | ∅ značí množinu bez prvků. { } značí totéž. | {n ∈ ℕ : 1 < n2 < 4} = ∅ |
| ∅2205{ }007B 007D                                        | teorie množin                                                 | ∅ značí množinu bez prvků. { } značí totéž. | {n ∈ ℕ : 1 < n2 < 4} = ∅ |
| ∈2208∉2209                                               | prvek množiny                                                 | a ∈ S značí, že a je prvkem množiny S a ∉ S značí, že a není prvkem S | (1/2)−1 ∈ ℕ 2−1 ∉ ℕ |
| ∈2208∉2209                                               | je prvkem; není prvkem                                        | a ∈ S značí, že a je prvkem množiny S a ∉ S značí, že a není prvkem S | (1/2)−1 ∈ ℕ 2−1 ∉ ℕ |
| ∈2208∉2209                                               | teorie množin                                                 | a ∈ S značí, že a je prvkem množiny S a ∉ S značí, že a není prvkem S | (1/2)−1 ∈ ℕ 2−1 ∉ ℕ |
| ⊆2286                                                    | podmnožina                                                    | A ⊆ B značí, že každý prvek A je též prvkem B. | (A ∩ B) ⊆ A |
| ⊆2286                                                    | je podmnožinou                                                | A ⊆ B značí, že každý prvek A je též prvkem B. | (A ∩ B) ⊆ A |
| ⊆2286                                                    | teorie množin                                                 | A ⊆ B značí, že každý prvek A je též prvkem B. | (A ∩ B) ⊆ A |
| ⊂2282                                                    | vlastní podmnožina                                            | A ⊂ B značí, že každý prvek A je též prvkem B a zároveň existuje alespoň jeden prvek B, který není prvkem A. (Někteří autoři užívají tento znak i pro podmnožinu; místo ⊆.) | ℕ ⊂ ℚ ⊂ ℝ |
| ⊂2282                                                    | je podmnožinou                                                | A ⊂ B značí, že každý prvek A je též prvkem B a zároveň existuje alespoň jeden prvek B, který není prvkem A. (Někteří autoři užívají tento znak i pro podmnožinu; místo ⊆.) | ℕ ⊂ ℚ ⊂ ℝ |
| ⊂2282                                                    | teorie množin                                                 | A ⊂ B značí, že každý prvek A je též prvkem B a zároveň existuje alespoň jeden prvek B, který není prvkem A. (Někteří autoři užívají tento znak i pro podmnožinu; místo ⊆.) | ℕ ⊂ ℚ ⊂ ℝ |
| ⊇2287                                                    | nadmnožina                                                    | A ⊇ B značí, že každý prvek B je též prvkem A. | (A ∪ B) ⊇ B |
| ⊇2287                                                    | je nadmnožinou                                                | A ⊇ B značí, že každý prvek B je též prvkem A. | (A ∪ B) ⊇ B |
| ⊇2287                                                    | teorie množin                                                 | A ⊇ B značí, že každý prvek B je též prvkem A. | (A ∪ B) ⊇ B |
| ⊃2283                                                    | vlastní nadmnožina                                            | A ⊃ B značí, že každý prvek B je též prvkem A a zároveň existuje alespoň jeden prvek A, který není prvkem B. | ℝ ⊃ ℚ |
| ⊃2283                                                    | je nadmnožinou                                                | A ⊃ B značí, že každý prvek B je též prvkem A a zároveň existuje alespoň jeden prvek A, který není prvkem B. | ℝ ⊃ ℚ |
| ⊃2283                                                    | teorie množin                                                 | A ⊃ B značí, že každý prvek B je též prvkem A a zároveň existuje alespoň jeden prvek A, který není prvkem B. | ℝ ⊃ ℚ |
| ∪222A                                                    | sjednocení                                                    | A ∪ B značí množinu, která obsahuje prvky, které jsou alespoň v jedné z množin A a B. | A ⊆ B ⇔ (A ∪ B) = B |
| ∪222A                                                    | sjednocení množin ... a ...                                   | A ∪ B značí množinu, která obsahuje prvky, které jsou alespoň v jedné z množin A a B. | A ⊆ B ⇔ (A ∪ B) = B |
| ∪222A                                                    | teorie množin                                                 | A ∪ B značí množinu, která obsahuje prvky, které jsou alespoň v jedné z množin A a B. | A ⊆ B ⇔ (A ∪ B) = B |
| ∩2229                                                    | průnik                                                        | A ∩ B značí množinu, která obsahuje prvky, které jsou množinám A a B společné. | {x ∈ ℝ : x2 = 1} ∩ ℕ = {1} |
| ∩2229                                                    | průnik množiny ... s ...                                      | A ∩ B značí množinu, která obsahuje prvky, které jsou množinám A a B společné. | {x ∈ ℝ : x2 = 1} ∩ ℕ = {1} |
| ∩2229                                                    | teorie množin                                                 | A ∩ B značí množinu, která obsahuje prvky, které jsou množinám A a B společné. | {x ∈ ℝ : x2 = 1} ∩ ℕ = {1} |
| ∖2216                                                    | rozdíl množin                                                 | A ∖ B značí množinu, která obsahuje ty prvky A, které neobsahuje B. − někdy též označuje rozdíl množin. | {1; 2; 3; 4} ∖ {3; 4; 5; 6} = {1; 2} |
| ∖2216                                                    | minus; rozdíl množin ... a ...                                | A ∖ B značí množinu, která obsahuje ty prvky A, které neobsahuje B. − někdy též označuje rozdíl množin. | {1; 2; 3; 4} ∖ {3; 4; 5; 6} = {1; 2} |
| ∖2216                                                    | teorie množin                                                 | A ∖ B značí množinu, která obsahuje ty prvky A, které neobsahuje B. − někdy též označuje rozdíl množin. | {1; 2; 3; 4} ∖ {3; 4; 5; 6} = {1; 2} |
| ( )0028, 0029 { }007B, 007D [ ]005B, 005D ⟨, ⟩27E8, 27E9 | určení pořadí operací                                         | Přednostně se dělá vnitřní operace. | (8/4)/2 = 2/2 = 1, ale 8/(4/2) = 8/2 = 4. V principu stačí jen kulaté závorky. Ostatní typy mívají speciální použití. |
| ( )0028, 0029 { }007B, 007D [ ]005B, 005D ⟨, ⟩27E8, 27E9 | kulaté závorky složené závorky hranaté závorky lomené závorky | Přednostně se dělá vnitřní operace. | (8/4)/2 = 2/2 = 1, ale 8/(4/2) = 8/2 = 4. V principu stačí jen kulaté závorky. Ostatní typy mívají speciální použití. |
| ( )0028, 0029 { }007B, 007D [ ]005B, 005D ⟨, ⟩27E8, 27E9 | všude v matematice                                            | Přednostně se dělá vnitřní operace. | (8/4)/2 = 2/2 = 1, ale 8/(4/2) = 8/2 = 4. V principu stačí jen kulaté závorky. Ostatní typy mívají speciální použití. |
| ( )0028, 0029                                            | zápis funkce                                                  | f(x) značí funkci s jednou proměnnou, a to x. Takto se značí i zobrazení. | Jestliže f(x) := x2, pak f(3) = 32 = 9. |
| ( )0028, 0029                                            | funkce                                                        | f(x) značí funkci s jednou proměnnou, a to x. Takto se značí i zobrazení. | Jestliže f(x) := x2, pak f(3) = 32 = 9. |
| ( )0028, 0029                                            | všude v matematice                                            | f(x) značí funkci s jednou proměnnou, a to x. Takto se značí i zobrazení. | Jestliže f(x) := x2, pak f(3) = 32 = 9. |
| : →003A 2192                                             | funkce                                                        | f: X → Y značí funkci (či obecně zobrazení) f z množiny X do množiny Y. | Mějme f: ℤ → ℕ definováno jako f(x) := x2. |
| : →003A 2192                                             | funkce z ... do ...                                           | f: X → Y značí funkci (či obecně zobrazení) f z množiny X do množiny Y. | Mějme f: ℤ → ℕ definováno jako f(x) := x2. |
| : →003A 2192                                             | všude v matematice                                            | f: X → Y značí funkci (či obecně zobrazení) f z množiny X do množiny Y. | Mějme f: ℤ → ℕ definováno jako f(x) := x2. |
| o2218                                                    | skládání funkcí                                               | f∘g je funkce taková, že (f ∘ g)(x) = f(g(x)). | Když f(x)=2x a když g(x)=x+3, tak (f∘g)(x)=2(x+3). |
| o2218                                                    | složeno s                                                     | f∘g je funkce taková, že (f ∘ g)(x) = f(g(x)). | Když f(x)=2x a když g(x)=x+3, tak (f∘g)(x)=2(x+3). |
| o2218                                                    | matematická analýza, teorie množin                            | f∘g je funkce taková, že (f ∘ g)(x) = f(g(x)). | Když f(x)=2x a když g(x)=x+3, tak (f∘g)(x)=2(x+3). |
| ℕ2115N004E tučné                                         | množina přirozených čísel                                     | ℕ značí množinu { 1, 2, 3, ...} (existují i jiné definice). | ℕ = {\|a\| : a ∈ ℤ, a ≠ 0} |
| ℕ2115N004E tučné                                         | N                                                             | ℕ značí množinu { 1, 2, 3, ...} (existují i jiné definice). | ℕ = {\|a\| : a ∈ ℤ, a ≠ 0} |
| ℕ2115N004E tučné                                         | teorie čísel, matematická analýza                             | ℕ značí množinu { 1, 2, 3, ...} (existují i jiné definice). | ℕ = {\|a\| : a ∈ ℤ, a ≠ 0} |
| ℤ2124Z005A tučné                                         | množina celých čísel                                          | ℤ značí množinu {..., −3, −2, −1, 0, 1, 2, 3, ...}. ℤ+ = ℕ. ℤ– = {..., −3, −2, −1}. | ℤ = {p, –p : p ∈ ℕ} ∪ {0} |
| ℤ2124Z005A tučné                                         | Z                                                             | ℤ značí množinu {..., −3, −2, −1, 0, 1, 2, 3, ...}. ℤ+ = ℕ. ℤ– = {..., −3, −2, −1}. | ℤ = {p, –p : p ∈ ℕ} ∪ {0} |
| ℤ2124Z005A tučné                                         | teorie čísel, matematická analýza                             | ℤ značí množinu {..., −3, −2, −1, 0, 1, 2, 3, ...}. ℤ+ = ℕ. ℤ– = {..., −3, −2, −1}. | ℤ = {p, –p : p ∈ ℕ} ∪ {0} |
| ℚ211AQ0051 tučné                                         | množina racionálních čísel                                    | ℚ značí množinu{p/q : p ∈ ℤ, q ∈ ℕ}. | 3,140 00... ∈ ℚ π ∉ ℚ |
| ℚ211AQ0051 tučné                                         | Q                                                             | ℚ značí množinu{p/q : p ∈ ℤ, q ∈ ℕ}. | 3,140 00... ∈ ℚ π ∉ ℚ |
| ℚ211AQ0051 tučné                                         | teorie čísel, matematická analýza                             | ℚ značí množinu{p/q : p ∈ ℤ, q ∈ ℕ}. | 3,140 00... ∈ ℚ π ∉ ℚ |
| ℝ211DR0052 tučné                                         | reálné číslo                                                  | ℝ značí množinu všech reálných čísel. | π ∈ ℝ 3 + 2 i ∉ ℝ |
| ℝ211DR0052 tučné                                         | R                                                             | ℝ značí množinu všech reálných čísel. | π ∈ ℝ 3 + 2 i ∉ ℝ |
| ℝ211DR0052 tučné                                         | teorie čísel, matematická analýza                             | ℝ značí množinu všech reálných čísel. | π ∈ ℝ 3 + 2 i ∉ ℝ |
| i00                                                      | imaginární jednotka                                           | Imaginární jednotka i je kořenem rovnice x2 = –1 V elektrotechnice se značí j. Jak i, tak j se tisknou stojatě, nikoli kurzívou. | i2 = –1; –i2 = –1; {\displaystyle \left({\frac {\sqrt {2}}{2}}+{\frac {\sqrt {2}}{2}}\mathrm {i} \right)^{2}=\mathrm {i} } |
| i00                                                      | R                                                             | Imaginární jednotka i je kořenem rovnice x2 = –1 V elektrotechnice se značí j. Jak i, tak j se tisknou stojatě, nikoli kurzívou. | i2 = –1; –i2 = –1; {\displaystyle \left({\frac {\sqrt {2}}{2}}+{\frac {\sqrt {2}}{2}}\mathrm {i} \right)^{2}=\mathrm {i} } |
| i00                                                      | teorie čísel, matematická analýza                             | Imaginární jednotka i je kořenem rovnice x2 = –1 V elektrotechnice se značí j. Jak i, tak j se tisknou stojatě, nikoli kurzívou. | i2 = –1; –i2 = –1; {\displaystyle \left({\frac {\sqrt {2}}{2}}+{\frac {\sqrt {2}}{2}}\mathrm {i} \right)^{2}=\mathrm {i} } |
| ℂ2102C0043 tučné                                         | komplexní čísla                                               | ℂ je množina všech {a + b i : a, b ∈ ℝ}. | i2 = −1 ∈ ℂ |
| ℂ2102C0043 tučné                                         | C                                                             | ℂ je množina všech {a + b i : a, b ∈ ℝ}. | i2 = −1 ∈ ℂ |
| ℂ2102C0043 tučné                                         | teorie čísel, matematická analýza                             | ℂ je množina všech {a + b i : a, b ∈ ℝ}. | i2 = −1 ∈ ℂ |
| ∞221E                                                    | nekonečno                                                     | ∞ je prvek rozšířené reálné osy, který je větší než libovolné reálné číslo. (Existují i jiné definice nekonečna pro jiné matematické prostory). | {\displaystyle \lim _{x\to 0}{\frac {1}{\|x\|}}=\infty } |
| ∞221E                                                    | nekonečno                                                     | ∞ je prvek rozšířené reálné osy, který je větší než libovolné reálné číslo. (Existují i jiné definice nekonečna pro jiné matematické prostory). | {\displaystyle \lim _{x\to 0}{\frac {1}{\|x\|}}=\infty } |
| ∞221E                                                    | matematická analýza                                           | ∞ je prvek rozšířené reálné osy, který je větší než libovolné reálné číslo. (Existují i jiné definice nekonečna pro jiné matematické prostory). | {\displaystyle \lim _{x\to 0}{\frac {1}{\|x\|}}=\infty } |
| \|\|…\|\|2016... 2016                                    | norma                                                         | \|\| x \|\| značí normu prvku vektorového prostoru x. | \|\| x + y \|\| ≤ \|\| x \|\| + \|\| y \|\| (pro normy indukované skalárním součinem) |
| \|\|…\|\|2016... 2016                                    | norma vektoru; velikost vektoru                               | \|\| x \|\| značí normu prvku vektorového prostoru x. | \|\| x + y \|\| ≤ \|\| x \|\| + \|\| y \|\| (pro normy indukované skalárním součinem) |
| \|\|…\|\|2016... 2016                                    | lineární algebra, matematická analýza                         | \|\| x \|\| značí normu prvku vektorového prostoru x. | \|\| x + y \|\| ≤ \|\| x \|\| + \|\| y \|\| (pro normy indukované skalárním součinem) |
| ∑2211                                                    | součet řady                                                   | {\displaystyle \sum _{k=1}^{n}{a_{k}}} značí a1 + a2 + … + an. | {\displaystyle \sum _{k=1}^{4}{k^{2}}} = 12 + 22 + 32 + 42 = 1 + 4 + 9 + 16 = 30 |
| ∑2211                                                    | součet přes ... od ... do ...                                 | {\displaystyle \sum _{k=1}^{n}{a_{k}}} značí a1 + a2 + … + an. | {\displaystyle \sum _{k=1}^{4}{k^{2}}} = 12 + 22 + 32 + 42 = 1 + 4 + 9 + 16 = 30 |
| ∑2211                                                    | všude v matematice                                            | {\displaystyle \sum _{k=1}^{n}{a_{k}}} značí a1 + a2 + … + an. | {\displaystyle \sum _{k=1}^{4}{k^{2}}} = 12 + 22 + 32 + 42 = 1 + 4 + 9 + 16 = 30 |
| ∏220F                                                    | součin řady                                                   | {\displaystyle \prod _{k=1}^{n}a_{k}} značí a1a2···an. | {\displaystyle \prod _{k=1}^{4}(k+2)} = (1+2)(2+2)(3+2)(4+2) = 3 × 4 × 5 × 6 = 360 |
| ∏220F                                                    | součin přes ... od ... do ..                                  | {\displaystyle \prod _{k=1}^{n}a_{k}} značí a1a2···an. | {\displaystyle \prod _{k=1}^{4}(k+2)} = (1+2)(2+2)(3+2)(4+2) = 3 × 4 × 5 × 6 = 360 |
| ∏220F                                                    | všude v matematice                                            | {\displaystyle \prod _{k=1}^{n}a_{k}} značí a1a2···an. | {\displaystyle \prod _{k=1}^{4}(k+2)} = (1+2)(2+2)(3+2)(4+2) = 3 × 4 × 5 × 6 = 360 |
| ′2032•                                                   | derivace                                                      | f ′(x) je derivace funkce f podle proměnné x Tečka většinou značí úplnou derivaci podle času, tedy např. {\displaystyle {\dot {f}}={\dot {f}}(x(t),t)={\frac {\mathrm {d} f}{\mathrm {d} t}}={\frac {\partial f}{\partial x}}\cdot {\frac {\mathrm {d} x}{\mathrm {d} t}}+{\frac {\partial f}{\partial t}}}.                                     | Jestliže f(x) := x2, pak f ′(x) = 2x |
| ′2032•                                                   | derivace                                                      | f ′(x) je derivace funkce f podle proměnné x Tečka většinou značí úplnou derivaci podle času, tedy např. {\displaystyle {\dot {f}}={\dot {f}}(x(t),t)={\frac {\mathrm {d} f}{\mathrm {d} t}}={\frac {\partial f}{\partial x}}\cdot {\frac {\mathrm {d} x}{\mathrm {d} t}}+{\frac {\partial f}{\partial t}}}.                                     | Jestliže f(x) := x2, pak f ′(x) = 2x |
| ′2032•                                                   | matematická analýza                                           | f ′(x) je derivace funkce f podle proměnné x Tečka většinou značí úplnou derivaci podle času, tedy např. {\displaystyle {\dot {f}}={\dot {f}}(x(t),t)={\frac {\mathrm {d} f}{\mathrm {d} t}}={\frac {\partial f}{\partial x}}\cdot {\frac {\mathrm {d} x}{\mathrm {d} t}}+{\frac {\partial f}{\partial t}}}.                                     | Jestliže f(x) := x2, pak f ′(x) = 2x |
| ∫222B                                                    | integrál                                                      | ∫ f(x) dx značí funkci, jejíž derivace je f. | ∫x2 dx = x3/3 + C |
| ∫222B                                                    | integrál funkce ...                                           | ∫ f(x) dx značí funkci, jejíž derivace je f. | ∫x2 dx = x3/3 + C |
| ∫222B                                                    | matematická analýza                                           | ∫ f(x) dx značí funkci, jejíž derivace je f. | ∫x2 dx = x3/3 + C |
| ∇2207                                                    | gradient                                                      | {\displaystyle \nabla f(x_{1},\dots ,x_{n})} je vektor parciálních derivací {\displaystyle \left({\partial f \over \partial x_{1}},\dots ,{\partial f \over \partial x_{n}}\right)}. | Jestliže {\displaystyle f\left(x,y,z\right)={3xy+z^{2}}}, pak {\displaystyle \nabla f=\left(3y,3x,2z\right)} |
| ∇2207                                                    | nabla, gradient funkce                                        | {\displaystyle \nabla f(x_{1},\dots ,x_{n})} je vektor parciálních derivací {\displaystyle \left({\partial f \over \partial x_{1}},\dots ,{\partial f \over \partial x_{n}}\right)}. | Jestliže {\displaystyle f\left(x,y,z\right)={3xy+z^{2}}}, pak {\displaystyle \nabla f=\left(3y,3x,2z\right)} |
| ∇2207                                                    | matematická analýza, tenzorový počet                          | {\displaystyle \nabla f(x_{1},\dots ,x_{n})} je vektor parciálních derivací {\displaystyle \left({\partial f \over \partial x_{1}},\dots ,{\partial f \over \partial x_{n}}\right)}. | Jestliže {\displaystyle f\left(x,y,z\right)={3xy+z^{2}}}, pak {\displaystyle \nabla f=\left(3y,3x,2z\right)} |
| ∇2207                                                    | divergence                                                    | {\displaystyle \nabla \cdot {\vec {v}}={\partial v_{x} \over \partial x}+{\partial v_{y} \over \partial y}+{\partial v_{z} \over \partial z}} | Jestliže {\displaystyle {\vec {v}}:=3xy\mathbf {i} +y^{2}z\mathbf {j} +5\mathbf {k} }, pak {\displaystyle \nabla \cdot {\vec {v}}=3y+2yz}. |
| ∇2207                                                    | divergence funkce                                             | {\displaystyle \nabla \cdot {\vec {v}}={\partial v_{x} \over \partial x}+{\partial v_{y} \over \partial y}+{\partial v_{z} \over \partial z}} | Jestliže {\displaystyle {\vec {v}}:=3xy\mathbf {i} +y^{2}z\mathbf {j} +5\mathbf {k} }, pak {\displaystyle \nabla \cdot {\vec {v}}=3y+2yz}. |
| ∇2207                                                    | matematická analýza, tenzorový počet                          | {\displaystyle \nabla \cdot {\vec {v}}={\partial v_{x} \over \partial x}+{\partial v_{y} \over \partial y}+{\partial v_{z} \over \partial z}} | Jestliže {\displaystyle {\vec {v}}:=3xy\mathbf {i} +y^{2}z\mathbf {j} +5\mathbf {k} }, pak {\displaystyle \nabla \cdot {\vec {v}}=3y+2yz}. |
| ∇2207                                                    | rotace                                                        | {\displaystyle \nabla \times {\vec {v}}=\left({\partial v_{z} \over \partial y}-{\partial v_{y} \over \partial z}\right)\mathbf {i} } {\displaystyle +\left({\partial v_{x} \over \partial z}-{\partial v_{z} \over \partial x}\right)\mathbf {j} +\left({\partial v_{y} \over \partial x}-{\partial v_{x} \over \partial y}\right)\mathbf {k} } | Jestliže {\displaystyle {\vec {v}}:=3xy\mathbf {i} +y^{2}z\mathbf {j} +5\mathbf {k} }, pak {\displaystyle \nabla \times {\vec {v}}=-y^{2}\mathbf {i} -3x\mathbf {k} }. |
| ∇2207                                                    | rotace funkce                                                 | {\displaystyle \nabla \times {\vec {v}}=\left({\partial v_{z} \over \partial y}-{\partial v_{y} \over \partial z}\right)\mathbf {i} } {\displaystyle +\left({\partial v_{x} \over \partial z}-{\partial v_{z} \over \partial x}\right)\mathbf {j} +\left({\partial v_{y} \over \partial x}-{\partial v_{x} \over \partial y}\right)\mathbf {k} } | Jestliže {\displaystyle {\vec {v}}:=3xy\mathbf {i} +y^{2}z\mathbf {j} +5\mathbf {k} }, pak {\displaystyle \nabla \times {\vec {v}}=-y^{2}\mathbf {i} -3x\mathbf {k} }. |
| ∇2207                                                    | matematická analýza, tenzorový počet                          | {\displaystyle \nabla \times {\vec {v}}=\left({\partial v_{z} \over \partial y}-{\partial v_{y} \over \partial z}\right)\mathbf {i} } {\displaystyle +\left({\partial v_{x} \over \partial z}-{\partial v_{z} \over \partial x}\right)\mathbf {j} +\left({\partial v_{y} \over \partial x}-{\partial v_{x} \over \partial y}\right)\mathbf {k} } | Jestliže {\displaystyle {\vec {v}}:=3xy\mathbf {i} +y^{2}z\mathbf {j} +5\mathbf {k} }, pak {\displaystyle \nabla \times {\vec {v}}=-y^{2}\mathbf {i} -3x\mathbf {k} }. |
| ∂2202                                                    | parciální derivace                                            | Pro f (x1, …, xn) je ∂f/∂xi derivací f podle xi; ostatní proměnné jsou brány za konstanty. | Jestliže f(x,y) := x2y, pak ∂f/∂x = 2xy |
| ∂2202                                                    | parciální derivace ... podle ...                              | Pro f (x1, …, xn) je ∂f/∂xi derivací f podle xi; ostatní proměnné jsou brány za konstanty. | Jestliže f(x,y) := x2y, pak ∂f/∂x = 2xy |
| ∂2202                                                    | matematická analýza, ale i jinde                              | Pro f (x1, …, xn) je ∂f/∂xi derivací f podle xi; ostatní proměnné jsou brány za konstanty. | Jestliže f(x,y) := x2y, pak ∂f/∂x = 2xy |
| ∂2202                                                    | hranice množiny                                               | ∂M značí hranici množiny M | ∂{x : \|\|x\|\| ≤ 2} = {x : \|\|x\|\| = 2} |
| ∂2202                                                    | hranice                                                       | ∂M značí hranici množiny M | ∂{x : \|\|x\|\| ≤ 2} = {x : \|\|x\|\| = 2} |
| ∂2202                                                    | topologie, teorie množin, matematická analýza                 | ∂M značí hranici množiny M | ∂{x : \|\|x\|\| ≤ 2} = {x : \|\|x\|\| = 2} |
| δ03B4                                                    | Diracova funkce delta                                         | {\displaystyle \delta (x)={\begin{cases}\infty ,&x=0\\0,&x\neq 0\end{cases}}}; Distribuce, tedy zobecněná funkce: {\displaystyle \int f(x)\delta (y-x)\mathrm {d} x=f(y)} | ∫cos x δ(x–a) dx = cos a |
| δ03B4                                                    | Diracova funkce delta v x                                     | {\displaystyle \delta (x)={\begin{cases}\infty ,&x=0\\0,&x\neq 0\end{cases}}}; Distribuce, tedy zobecněná funkce: {\displaystyle \int f(x)\delta (y-x)\mathrm {d} x=f(y)} | ∫cos x δ(x–a) dx = cos a |
| δ03B4                                                    | matematická analýza                                           | {\displaystyle \delta (x)={\begin{cases}\infty ,&x=0\\0,&x\neq 0\end{cases}}}; Distribuce, tedy zobecněná funkce: {\displaystyle \int f(x)\delta (y-x)\mathrm {d} x=f(y)} | ∫cos x δ(x–a) dx = cos a |
| δ03B4                                                    | Kroneckerovo delta                                            | {\displaystyle \delta _{ij}={\begin{cases}1,&i=j\\0,&i\neq j\end{cases}}} | δij |
| δ03B4                                                    | Kroneckerovo delta                                            | {\displaystyle \delta _{ij}={\begin{cases}1,&i=j\\0,&i\neq j\end{cases}}} | δij |
| δ03B4                                                    | lineární algebra, matematická analýza, ale i jinde            | {\displaystyle \delta _{ij}={\begin{cases}1,&i=j\\0,&i\neq j\end{cases}}} | δij |
| δ03B4                                                    | (první) variace funkcionálu                                   | (první) variace funkcionálu {\displaystyle J(y)}: {\displaystyle \delta J(y)(h)=\lim _{\varepsilon \to 0}{\frac {J(y+\varepsilon h)-J(y)}{\varepsilon }}=\left.{\frac {d}{d\varepsilon }}J(y+\varepsilon h)\right\|_{\varepsilon =0}} | Jestliže {\displaystyle J(y)=\int _{a}^{b}yy'dx,} pak {\displaystyle {\begin{aligned}\delta J(y)(h)&=\left.{\frac {d}{d\varepsilon }}J(y+\varepsilon h)\right\|_{\varepsilon =0}\\&=\left.{\frac {d}{d\varepsilon }}\int _{a}^{b}(y+\varepsilon h)(y^{\prime }+\varepsilon h^{\prime })\ dx\right\|_{\varepsilon =0}\\&=\int _{a}^{b}(yh^{\prime }+y^{\prime }h)\ dx\end{aligned}}} |
| δ03B4                                                    | (první) variace                                               | (první) variace funkcionálu {\displaystyle J(y)}: {\displaystyle \delta J(y)(h)=\lim _{\varepsilon \to 0}{\frac {J(y+\varepsilon h)-J(y)}{\varepsilon }}=\left.{\frac {d}{d\varepsilon }}J(y+\varepsilon h)\right\|_{\varepsilon =0}} | Jestliže {\displaystyle J(y)=\int _{a}^{b}yy'dx,} pak {\displaystyle {\begin{aligned}\delta J(y)(h)&=\left.{\frac {d}{d\varepsilon }}J(y+\varepsilon h)\right\|_{\varepsilon =0}\\&=\left.{\frac {d}{d\varepsilon }}\int _{a}^{b}(y+\varepsilon h)(y^{\prime }+\varepsilon h^{\prime })\ dx\right\|_{\varepsilon =0}\\&=\int _{a}^{b}(yh^{\prime }+y^{\prime }h)\ dx\end{aligned}}} |
| δ03B4                                                    | matematická analýza (variační počet)                          | (první) variace funkcionálu {\displaystyle J(y)}: {\displaystyle \delta J(y)(h)=\lim _{\varepsilon \to 0}{\frac {J(y+\varepsilon h)-J(y)}{\varepsilon }}=\left.{\frac {d}{d\varepsilon }}J(y+\varepsilon h)\right\|_{\varepsilon =0}} | Jestliže {\displaystyle J(y)=\int _{a}^{b}yy'dx,} pak {\displaystyle {\begin{aligned}\delta J(y)(h)&=\left.{\frac {d}{d\varepsilon }}J(y+\varepsilon h)\right\|_{\varepsilon =0}\\&=\left.{\frac {d}{d\varepsilon }}\int _{a}^{b}(y+\varepsilon h)(y^{\prime }+\varepsilon h^{\prime })\ dx\right\|_{\varepsilon =0}\\&=\int _{a}^{b}(yh^{\prime }+y^{\prime }h)\ dx\end{aligned}}} |
| ⟂27C2                                                    | ortogonalita                                                  | x ⊥ y znamená, že x je kolmé na y; nebo mnohem obecněji x je ortogonální na y. | Jestliže k ⊥ m a m ⊥ n, tak k \|\| n. |
| ⟂27C2                                                    | je kolmý, je ortogonální                                      | x ⊥ y znamená, že x je kolmé na y; nebo mnohem obecněji x je ortogonální na y. | Jestliže k ⊥ m a m ⊥ n, tak k \|\| n. |
| ⟂27C2                                                    | geometrie, lineární algebra, matematická analýza              | x ⊥ y znamená, že x je kolmé na y; nebo mnohem obecněji x je ortogonální na y. | Jestliže k ⊥ m a m ⊥ n, tak k \|\| n. |
| \|\|2225                                                 | rovnoběžnost                                                  | x \|\| y značí, že x je rovnoběžné y. | Jestliže k \|\| m a m ⊥ n, tak k ⊥ n. |
| \|\|2225                                                 | je rovnoběžné s                                               | x \|\| y značí, že x je rovnoběžné y. | Jestliže k \|\| m a m ⊥ n, tak k ⊥ n. |
| \|\|2225                                                 | geometrie                                                     | x \|\| y značí, že x je rovnoběžné y. | Jestliže k \|\| m a m ⊥ n, tak k ⊥ n. |
| ⊗2297                                                    | tenzorový součin                                              | {\displaystyle V\otimes U} značí tenzorový součin V a U. | {1, 2, 3, 4} ⊗ {1, 1, 2} = {{1, 2, 3, 4}, {1, 2, 3, 4}, {2, 4, 6, 8}} |
| ⊗2297                                                    | tenzorový součin ... a ...                                    | {\displaystyle V\otimes U} značí tenzorový součin V a U. | {1, 2, 3, 4} ⊗ {1, 1, 2} = {{1, 2, 3, 4}, {1, 2, 3, 4}, {2, 4, 6, 8}} |
| ⊗2297                                                    | lineární algebra, tenzorový počet                             | {\displaystyle V\otimes U} značí tenzorový součin V a U. | {1, 2, 3, 4} ⊗ {1, 1, 2} = {{1, 2, 3, 4}, {1, 2, 3, 4}, {2, 4, 6, 8}} |
| *2217                                                    | konvoluce                                                     | f * g značí konvoluci funkcí f a g. | {\displaystyle (f*g)(t)=\int f(\tau )g(t-\tau )\,d\tau } |
| *2217                                                    | konvoluce ... a ...                                           | f * g značí konvoluci funkcí f a g. | {\displaystyle (f*g)(t)=\int f(\tau )g(t-\tau )\,d\tau } |
| *2217                                                    | funkcionální analýza                                          | f * g značí konvoluci funkcí f a g. | {\displaystyle (f*g)(t)=\int f(\tau )g(t-\tau )\,d\tau } |
| 𝑧̅                                                        | průměr                                                        | {\displaystyle {\bar {x}}} značí aritmetický průměr z hodnot {\displaystyle x_{i}}). | {\displaystyle x=\{1,2,3,4,5\};{\bar {x}}=3}. |
| 𝑧̅                                                        | průměr                                                        | {\displaystyle {\bar {x}}} značí aritmetický průměr z hodnot {\displaystyle x_{i}}). | {\displaystyle x=\{1,2,3,4,5\};{\bar {x}}=3}. |
| 𝑧̅                                                        | statistika                                                    | {\displaystyle {\bar {x}}} značí aritmetický průměr z hodnot {\displaystyle x_{i}}). | {\displaystyle x=\{1,2,3,4,5\};{\bar {x}}=3}. |
| 𝑧̅                                                        | perioda                                                       | Označuje nějakou číslici nebo n-tici číslic, které se v zápise čísla stále opakují | {\displaystyle 2,{\bar {3}}=2,33333\dots } |
| 𝑧̅                                                        | ... periodických                                              | Označuje nějakou číslici nebo n-tici číslic, které se v zápise čísla stále opakují | {\displaystyle 2,{\bar {3}}=2,33333\dots } |
| 𝑧̅                                                        | aritmetika                                                    | Označuje nějakou číslici nebo n-tici číslic, které se v zápise čísla stále opakují | {\displaystyle 2,{\bar {3}}=2,33333\dots } |
| 𝑧̅                                                        | uzávěr množiny                                                | Množina všech bodů, jejichž libovolné okolí má neprázdný průnik s danou množinou. {\displaystyle {\overline {M}}=\{x\in X:\forall U(x)\quad U(x)\cap M\neq \emptyset \}} (Používá se i pro zúplnění metrického prostoru.) | |
| 𝑧̅                                                        | uzávěr množiny                                                | Množina všech bodů, jejichž libovolné okolí má neprázdný průnik s danou množinou. {\displaystyle {\overline {M}}=\{x\in X:\forall U(x)\quad U(x)\cap M\neq \emptyset \}} (Používá se i pro zúplnění metrického prostoru.) | |
| 𝑧̅                                                        | topologie a teorie množin, ale i jinde                        | Množina všech bodů, jejichž libovolné okolí má neprázdný průnik s danou množinou. {\displaystyle {\overline {M}}=\{x\in X:\forall U(x)\quad U(x)\cap M\neq \emptyset \}} (Používá se i pro zúplnění metrického prostoru.) | |
| 𝑧*002A hor. ind.                                         | konjugace                                                     | {\displaystyle {\overline {z}}=z^{\ast }} je komplexně sdružené číslo k z. | {\displaystyle {\overline {3+4\mathrm {i} }}=(3+4\mathrm {i} )^{\ast }=3-4\mathrm {i} } |
| 𝑧*002A hor. ind.                                         | konjungováno                                                  | {\displaystyle {\overline {z}}=z^{\ast }} je komplexně sdružené číslo k z. | {\displaystyle {\overline {3+4\mathrm {i} }}=(3+4\mathrm {i} )^{\ast }=3-4\mathrm {i} } |
| 𝑧*002A hor. ind.                                         | komplexní analýza                                             | {\displaystyle {\overline {z}}=z^{\ast }} je komplexně sdružené číslo k z. | {\displaystyle {\overline {3+4\mathrm {i} }}=(3+4\mathrm {i} )^{\ast }=3-4\mathrm {i} } |
| ⟨, ⟩27E8, 27E9 [, ]005B, 005D                            | uzavřený interval                                             | {\displaystyle \langle a,b\rangle =\{x\,\|\,a\leq x\leq b\}\,} je interval čísel počínaje a včetně až po b včetně | {\displaystyle \left\langle -2,3\right\rangle } {\displaystyle \left\lbrack -2,3\right\rbrack } |
| ⟨, ⟩27E8, 27E9 [, ]005B, 005D                            | algebra, matematická analýza, analytická geometrie            | {\displaystyle \langle a,b\rangle =\{x\,\|\,a\leq x\leq b\}\,} je interval čísel počínaje a včetně až po b včetně | {\displaystyle \left\langle -2,3\right\rangle } {\displaystyle \left\lbrack -2,3\right\rbrack } |
| (, )0028, 0029 ], [005D, 005B                            | otevřený interval                                             | {\displaystyle (a,b)=\{x\,\|\,a<x<b\}\,} je interval čísel počínaje od a (kromě a) až po b (kromě b) | {\displaystyle \left(-2,3\right)} {\displaystyle \left\rbrack 1,\infty \right\lbrack } |
| (, )0028, 0029 ], [005D, 005B                            | algebra, matematická analýza, analytická geometrie            | {\displaystyle (a,b)=\{x\,\|\,a<x<b\}\,} je interval čísel počínaje od a (kromě a) až po b (kromě b) | {\displaystyle \left(-2,3\right)} {\displaystyle \left\rbrack 1,\infty \right\lbrack } |
| (, ⟩0028, 27E9 (, ]0028, 005D ], ]005D, 005D             | zleva polootevřený interval                                   | {\displaystyle (a,b\rangle =\{x\,\|\,a<x\leq b\}\,} je zleva otevřený, zprava uzavřený interval čísel počínaje od a (kromě a) až po b včetně | {\displaystyle \left(-2,3\right\rangle } {\displaystyle \left(-\infty ,1\right\rbrack } {\displaystyle \left\rbrack -\infty ,1\right\rbrack } |
| (, ⟩0028, 27E9 (, ]0028, 005D ], ]005D, 005D             | algebra, matematická analýza, analytická geometrie            | {\displaystyle (a,b\rangle =\{x\,\|\,a<x\leq b\}\,} je zleva otevřený, zprava uzavřený interval čísel počínaje od a (kromě a) až po b včetně | {\displaystyle \left(-2,3\right\rangle } {\displaystyle \left(-\infty ,1\right\rbrack } {\displaystyle \left\rbrack -\infty ,1\right\rbrack } |
| ⟨, )27E8, 0029 [, )005B, 0029 [, [005B, 005B             | zprava polootevřený interval                                  | {\displaystyle \langle a,b)=\{x\,\|\,a\leq x<b\}\,} je zleva uzavřený, zprava otevřený interval čísel počínaje od a (včetně a) až po b (kromě b) | {\displaystyle \left\langle -2,3\right)} {\displaystyle \left\lbrack 1,\infty \right)} {\displaystyle \left\lbrack 1,\infty \right\lbrack } |
| ⟨, )27E8, 0029 [, )005B, 0029 [, [005B, 005B             | algebra, matematická analýza, analytická geometrie            | {\displaystyle \langle a,b)=\{x\,\|\,a\leq x<b\}\,} je zleva uzavřený, zprava otevřený interval čísel počínaje od a (včetně a) až po b (kromě b) | {\displaystyle \left\langle -2,3\right)} {\displaystyle \left\lbrack 1,\infty \right)} {\displaystyle \left\lbrack 1,\infty \right\lbrack } |